# Kango
Kango is een stad (milieu urbain, ville) in Gabon, in de provincie Estuaire.
Volgens de volkstelling van 2013 woonden er toen 4.771 mensen in Kango.

## Geografie
De stad ligt aan het estuarium van de rivier de Komo en langs de RN1 (Route Nationale 1). In Kango ligt een station van de enige spoorlijn in Gabon: de Transgabonais.